# Mikaniopsis tanganyikensis
Mikaniopsis tanganyikensis là một loài thực vật có hoa trong họ Cúc. Loài này được (R.E.Fr.) Milne-Redh. mô tả khoa học đầu tiên năm 1956.